# بوریانا کریشتو
بوریانا کریشتو (née کرژل؛ زادهٔ ۱۳ اوت ۱۹۶۱) یک سیاست‌مدار کروات بوسنیایی است که از ژانویهٔ ۲۰۲۳ به عنوان رئیس شورای وزیران بوسنی و هرزگوین فعالیت می‌کند. او پیش‌تر از سال ۲۰۰۷ تا ۲۰۱۱ هشتمین رئیس فدراسیون بوسنی و هرزگوین بود. وی نخستین زنی است که هر دو سمت را بر عهده داشته است.
کریشتو دارای مدرک حقوق از دانشکده حقوق دانشگاه بانیا لوکا است. از ۲۰۰۳ تا ۲۰۰۷، به عنوان وزیر دادگستری فدرال خدمت کرد. پس از انتخابات عمومی ۲۰۰۶، در فوریه ۲۰۰۷ رئیس فدراسیون بوسنی و هرزگوین شد و تا مارس ۲۰۱۱ در این سمت باقی ماند. در ژوئن ۲۰۱۱، کریشتو یکی از نامزدهای تصدی سمت رئیس شورای وزیران بوسنی و هرزگوین بود اما در نهایت منصوب نشد.
او از سال ۱۹۹۵ عضو اتحاد دموکراتیک کروات‌های بوسنی و هرزگوین است و در ۲۰۱۰ و ۲۰۲۲، نامزد این حزب برای عضویت در ریاست‌جمهوری بوسنی و هرزگوین به عنوان نماینده کروات‌ها بود، اما در هر دو انتخابات ناکام ماند. کریشتو همچنین عضو مجلس اقوام و مجلس نمایندگان در سطح ملی بوده است.
در ژانویه ۲۰۲۳، پس از انتخابات عمومی ۲۰۲۲، او به عنوان رئیس شورای وزیران بوسنی و هرزگوین منصوب شد.

## اوایل زندگی و تحصیلات
دختر «یوژه کرژل» و «یانیا»، کریشتو در لیونو رشد یافت و در سال ۱۹۸۰ از دبیرستان اقتصاد فارغ‌التحصیل شد. سپس در سال ۱۹۸۴ مدرک حقوق خود را از دانشگاه بانیا لوکا دریافت کرد و آزمون وکالت را در سارایوو گذراند.
کریشتو در بخش‌های حقوقی چندین شرکت کار کرده است،

## حرفه سیاسی
کریشتو در سال ۱۹۹۵ وارد عرصه سیاست شد و به اتحاد دموکراتیک کروات‌های بوسنی و هرزگوین پیوست. از سال ۲۰۰۷ نایب‌رئیس این حزب است. او از ۱۹۹۹ تا ۲۰۰۰ وزیر دادگستری کانتون ۱۰ و از ۲۰۰۰ تا ۲۰۰۲ دبیر دولت کانتونی بود.
در انتخابات عمومی ۲۰۰۲، به مجلس نمایندگان فدراسیون بوسنی و هرزگوین انتخاب شد، اما به علت انتصاب به سمت وزیر دادگستری دولت فدرال، عضویت در مجلس را نپذیرفت.
در انتخابات ۲۰۰۶، او به مجلس نمایندگان بوسنی و هرزگوین راه یافت و به عضویت هیئت بوسنی و هرزگوین در مجمع پارلمانی شورای اروپا درآمد. با انتخاب به عنوان رئیس فدراسیون بوسنی و هرزگوین در ۲۲ فوریه ۲۰۰۷، از هر دو سمت کناره‌گیری کرد. او نخستین زنی بود که رئیس فدراسیون شد. او تا ۱۷ مارس ۲۰۱۱ در این سمت باقی ماند و ژیوکو بودیمیر جانشینش شد.
در انتخابات ۲۰۱۰، او برای عضویت در ریاست‌جمهوری بوسنی و هرزگوین به عنوان نماینده کروات‌ها نامزد شد اما تنها ۱۹٫۷۴٪ آرا را کسب کرد و ژلیکو کومشیچ با ۶۰٫۶۱٪ انتخاب شد. پس از آن، به عنوان عضو مجلس اقوام بوسنی و هرزگوین منصوب شد. در ژوئن ۲۰۱۱، کریشتو یکی از سه نامزد سمت رئیس شورای وزیران بوسنی و هرزگوین بود که از سوی ریاست‌جمهوری ارزیابی شدند، اما نفر سوم شد.
در انتخابات ۲۰۱۴، کریشتو دوباره به مجلس نمایندگان انتخاب شد و در انتخابات عمومی بوسنی ۲۰۱۸ نیز مجدداً انتخاب شد. در ژوئن ۲۰۲۲، حزب اتحاد دموکراتیک اعلام کرد که کریشتو نامزد ریاست‌جمهوری در انتخابات عمومی بوسنی خواهد بود. در انتخابات ۲ اکتبر ۲۰۲۲، با کسب ۴۴٫۲۰٪ آرا، از ژلیکو کومشیچ شکست خورد که ۵۵٫۸۰٪ آرا را کسب کرده بود.

## رئیس شورای وزیران (۲۰۲۳–اکنون)

### انتصاب
پس از انتخابات عمومی ۲۰۲۲، ائتلافی متشکل از اتحاد سوسیال‌دموکرات‌های مستقل، اتحادیه دموکراتیک کروات‌های بوسنی و هرزگوین و ائتلاف لیبرال تروئیکا (بوسنی و هرزگوین) به توافقی برای تشکیل دولت جدید رسیدند و کریشتو را به عنوان رئیس شورای وزیران معرفی کردند. ریاست‌جمهوری بوسنی و هرزگوین رسماً در تاریخ ۲۲ دسامبر او را به عنوان نامزد ریاست منصوب کرد.
مجلس نمایندگان بوسنی و هرزگوین انتصاب کریشتو را در ۲۸ دسامبر تأیید کرد و او به‌عنوان نخستین زن رئیس شورای وزیران منصوب شد. در ۲۵ ژانویه ۲۰۲۳، مجلس نمایندگان انتصاب کابینه کریشتو را نیز تصویب کرد. کریشتو وعده داد که دولت ملی را رهبری خواهد کرد که به‌سختی برای ازسرگیری روند ادغام بوسنی و هرزگوین در اتحادیه اروپا تلاش خواهد کرد.

### تغییرات کابینه

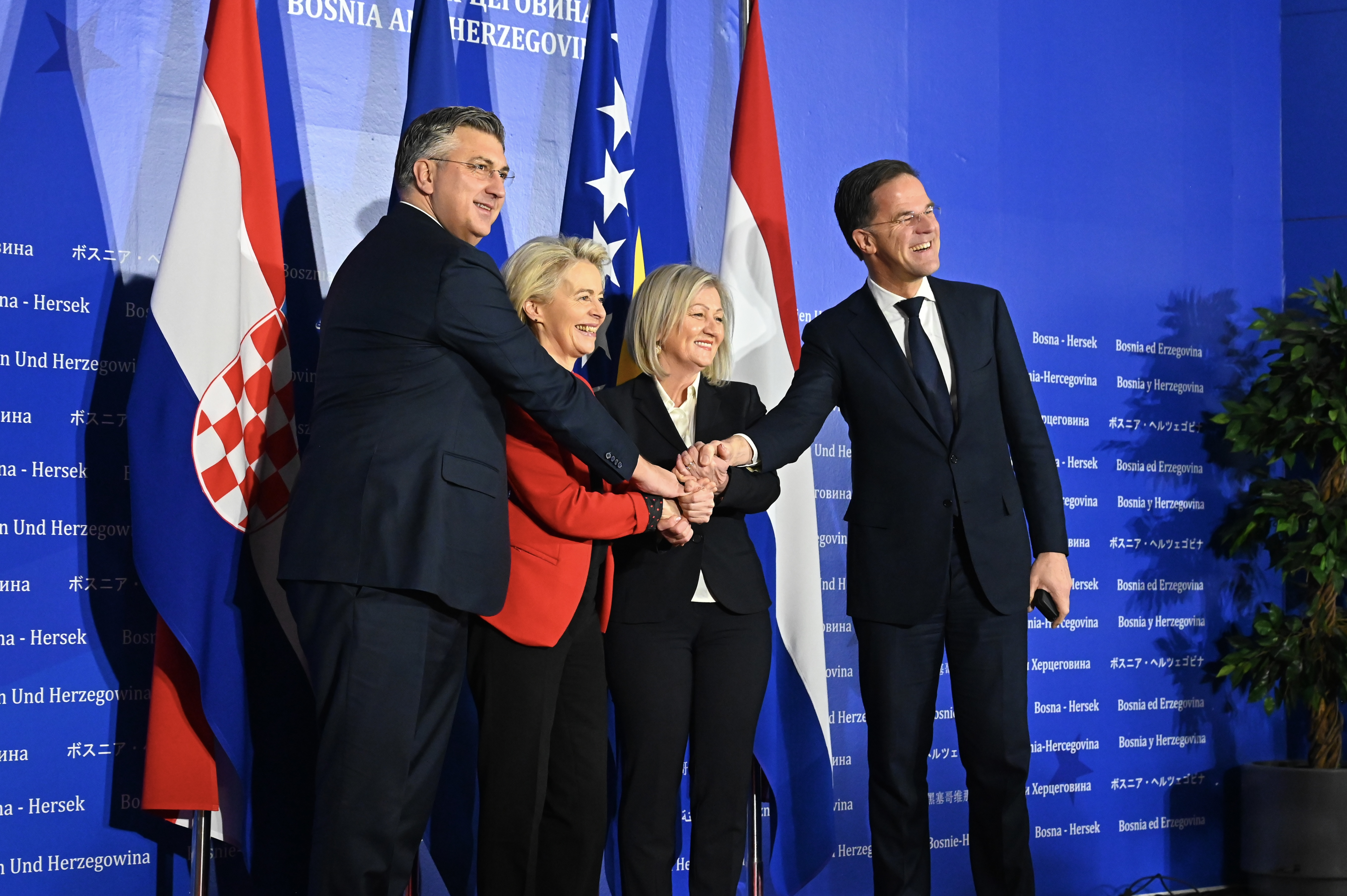
کریشتو در حال دست دادن با نخست‌وزیر کرواسی آندری پلنکوویچ، رئیس کمیسیون اروپا اورزولا فون در لاین و نخست‌وزیر هلند مارک روته، ۲۳ ژانویه ۲۰۲۴

در مه ۲۰۲۳، زوران تگلتیا، وزیر دارایی و خزانه‌داری و معاون رئیس شورای وزیران، به عنوان رئیس اداره مالیات غیرمستقیم بوسنی و هرزگوین منصوب شد. در ۱۵ ژوئن ۲۰۲۳، وی رسماً این سمت را پذیرفت و از کابینه کریشتو کناره‌گیری کرد. در اوت ۲۰۲۳، سرجان آمیدژیچ به‌دنبال نامزدی کریشتو، به عنوان وزیر جدید دارایی و خزانه‌داری منصوب شد. در دسامبر ۲۰۲۴، نناد نشیچ، وزیر امنیت، دستگیر و سپس به جرم فساد سیاسی متهم شد. پس از صدور کیفرخواست، نشیچ در ۲۳ ژانویه ۲۰۲۵ استعفای خود از سمت وزارت را اعلام کرد و این رویداد موجب تغییر دیگری در کابینه شد.

### سیاست خارجی
در ۱۶ فوریه ۲۰۲۳، کریشتو نخستین سفر رسمی خود را به کشور همسایه کرواسی انجام داد و با نخست‌وزیر آندری پلنکوویچ دیدار کرد. در این دیدار دربارهٔ روابط دوجانبه و همکاری اقتصادی گفت‌وگو شد. در آوریل ۲۰۲۳، او با پاپ فرانسیس در واتیکان دیدار کرد.
کریشتو در مصاحبه‌ای با روزنامه اسرائیل هیوم حمایت خود را از انتقال سفارت بوسنی و هرزگوین در اسرائیل به اورشلیم اعلام کرد، اما گفت که این تصمیم به نظر نهایی ریاست‌جمهوری بستگی دارد. با آغاز جنگ غزه در اکتبر ۲۰۲۳، کریشتو حملات حماس را «ناعادلانه و وحشیانه» توصیف کرده و حمایت خود از اسرائیل را اعلام کرد.